# Hokey Wolf
Hokey Wolf (br: Joca e Dingue-Lingue) é um desenho animado produzido pela Hanna-Barbera apresentado como um segmento da série de Dom Pixote, The Huckleberry Hound Show. A trama é centrada nas desventuras de Joca (Hokey Wolf) e seu amigo, Dingue-Lingue (Ding-A-Ling Wolf), que tentam enganar diferentes personagens com seus esquemas para roubar comida ou se instalar num local sem pagar. Uma curiosidade é que os dois personagens, que são lobos, são referidos como raposas na dublagem brasileira realizada pelo extinto estúdio AIC.

## História
A criação de Hokey Wolf ocorreu quando se tornou necessário um outro segmento para a série Dom Pixote devido a lacuna deixada por Zé Colmeia, que com a sua crescente popularidade nas duas primeiras temporadas, garantiu uma promoção para sua própria série. Como resultado da mudança no cronograma, Joca fez sua estreia no início da terceira temporada em setembro de 1960 e tornou-se um segmento fixo na série. O tema musical foi composto por Hoyt Curtin e usou uma versão instrumental do refrão de Hail, Hail, the Gang's All Here, popular canção americana publicada em 1917.

## Vozes
- Hokey Wolf: Daws Butler
- Ding-A-Ling: Doug Young